# Brillante (fregata)
La Brillante fu una fregata da 38 cannoni che prestò servizio nella Marina veneziana (1778-1797) e in quella francese (1797-1801).

## Storia

### Servizio nella Marina veneziana

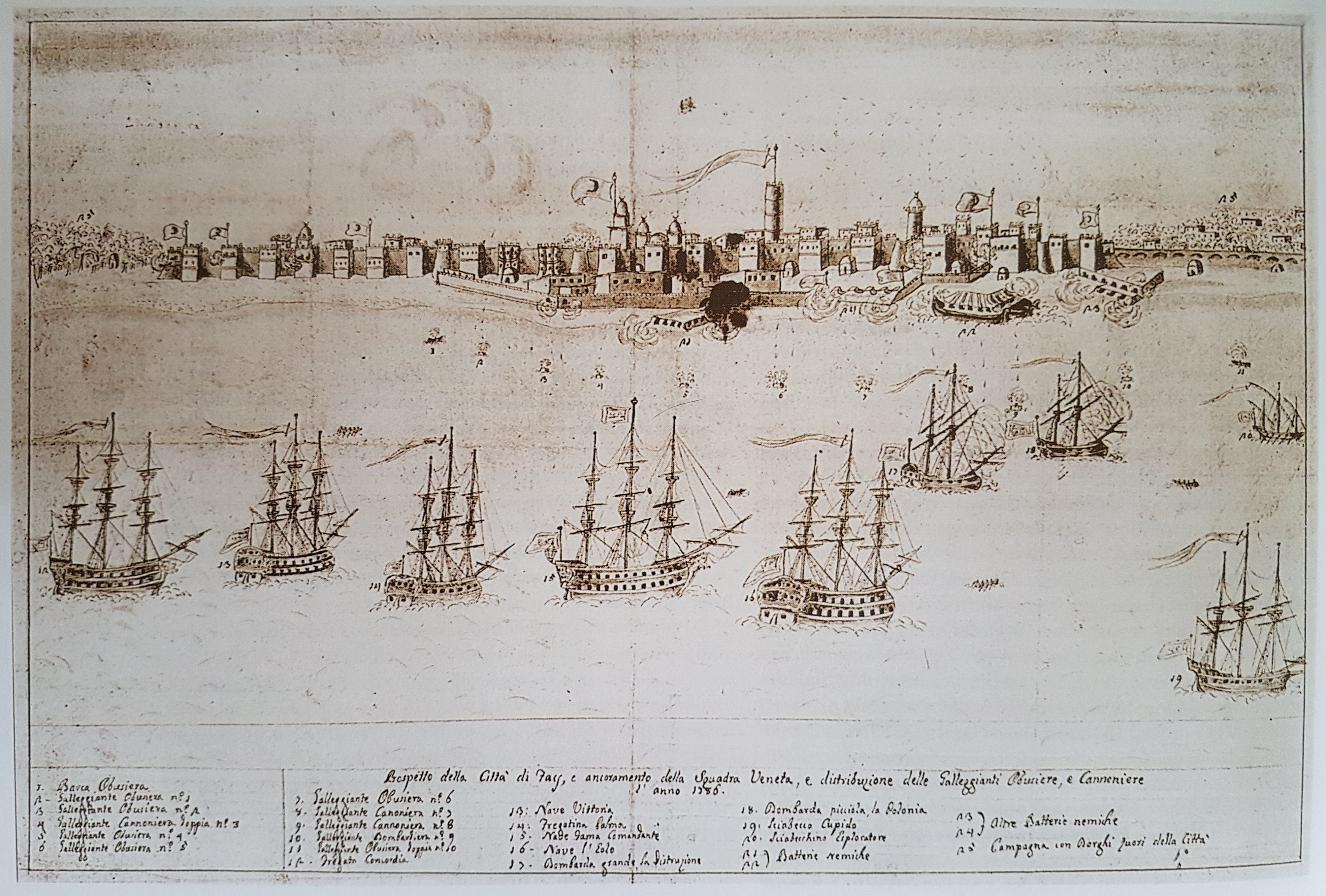
Bombardamento della città di Sfax (Tunisia) operato dalla flotta di Angelo Emo. Stampa settecentesca.

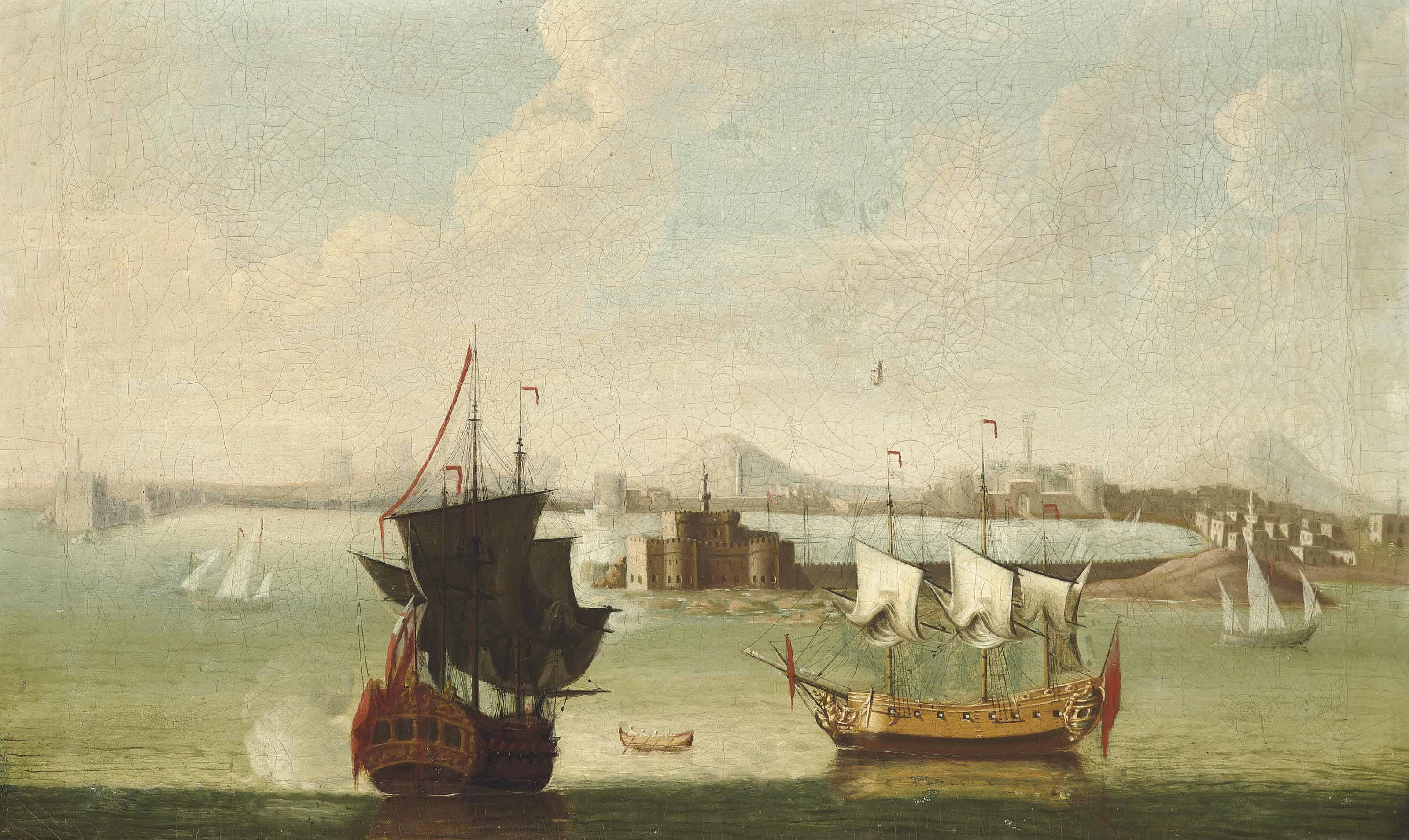
Un vascello inglese annuncia il proprio arrivo nel porto di Alessandria, di John Cook, metà Settecento, olio su tela.

Impostata nell'Arsenale di Venezia nel 1774 su progetto del proto dei marangoni Giacomo Giacomazzo, la Brillante fu una revisione leggermente modificata della classe Costanza (2a) del proto Zuan Andrea Giacomazzo (1757), allungata di 2 piedi veneti (circa 60 cm) e con 11 portelli invece che 10.

#### Spedizione di Angelo Maria Querini
Uscita dall'Arsenale il 26 maggio 1778 al comando del capitano Marco Braili, fu riorlata a Poveglia nell'aprile 1779. A seguito dell'incidente che coinvolse la nave veneta Buona Unione, la quale nel 1781 era stata noleggiata da mercanti tunisini e bruciata a Malta perché infettata dalla peste, per ripianare le incomprensioni createsi con gli Stati barbareschi in merito, il Senato veneziano ordinò nel 1783 una spedizione navale contro il Beycato di Tunisi, quello di Tripoli e quello di Algeri. Dopo alcune peripezie in Adriatico, la squadra veneta veleggiò verso le coste dell'Africa settentrionale, dove i diplomatici veneziani intavolarono delle trattative con i Bey dai risultati altalenanti e incerti. In quest'occasione, la fregata Brillante partecipò ad un viaggio in solitaria verso Tangeri per portare le annualità che Venezia aveva concordato di pagare al sultano del Marocco al fine di proteggere gli interessi mercantili veneti nel Mediterraneo occidentale e nell'Oceano Atlantico dai pirati marocchini.
La squadra navale al comando dell'Almirante Angelo Maria Querini era composta dal vascello Sirena (ammiraglia, capitano Francesco Adorno), dalla Brillante stessa (capitano Marco Braili) e dallo sciabecco Cupido (capitano Zorzi Taraculli).

#### Spedizione di Angelo Emo
Essendo stati incerti i risultati delle trattative precedenti e continuando ugualmente la pirateria da parte dei corsari barbareschi, nel 1784 il Senato veneziano dichiarò guerra al Beycato di Tunisi. La Brillante prese parte ad una nuova spedizione navale contro quella reggenza, operazione guidata, stavolta, dal Capitano straordinario delle navi Angelo Emo.
Oltre alla Brillante, la «veneta squadra» era composta dalle navi Fama (ammiraglia), Forza, Vittoria, Eolo, Galatea, Sirena, Concordia, Palma, Medusa, Pallade, Venere, Cavalier Angelo e altre unità minori. Emo salpò dal porto di Malamocco il 21 giugno 1784 alla volta di Corfù e Malta prima, e delle coste della Tunisia poi, che furono bombardate a più riprese.
Nel maggio del 1785, la Brillante si trovava con tutta probabilità a Livorno per raddobbi e rifornimenti assieme a due vascelli veneti da 70 cannoni e un cutter da 13. Qui, Angelo Emo venne ricevuto dal Governatore generale della Toscana Ferdinando Barbolani di Montauto e invitato a cena assieme agli altri ufficiali veneti. Nel 1787 morì il capitano Braili e il comando passò a Antonio Armeni. In quell'anno, la Brillante tornò brevemente a Corfù per sostituire la fregata da trasporto Venere, naufragata in una secca dell'isola di Zante.
Nel settembre del 1788 la Brillante (ora con 36 cannoni e 220 uomini) fece parte di una squadra al comando del contrammiraglio Tommaso Condulmer formata dalle navi Sirena (64 cannoni e 400 uomini), Pallade (36 cannoni e 140 uomini), Cupido (22 cannoni e 150 uomini), e le galeotte Agile e Azzardo (entrambe 10 cannoni e 80 uomini), squadra che aveva la base operativa soprattutto nel porto di Cagliari e il compito di incrociare nelle acque del Mediterraneo centrale alla caccia dei pirati tunisini. Nel 1792, anno della pace tra Tunisi e la Serenissima, la Brillante rientrò a Venezia in Arsenale, dove due anni dopo venne acconciata. Nel 1795 ne assunse il comando il capitano Vettor Licudi. La Brillante entrò quindi a far parte della squadra di Corfù, base della flotta veneziana.

### Servizio nella Marina francese
Alla caduta della Repubblica di Venezia nel 1797, la Brillante si trovava a Corfù quando una squadriglia francese, formata da navi veneziane requisite a Venezia, giunse in porto con l'ordine di requisire tutte le altre navi lì presenti. La Brillante entrò quindi nella flotta francese con il nome di Montenotte, battaglia del 1796 che vide Bonaparte vittorioso sugli austriaci. All'inizio del 1798, la ex Brillante venne portata a Tolone, dove venne riarmata con cannoni francesi, 22 da 12 libbre e 16 da 6.
Il 13 marzo salpò da Tolone e, dopo uno scalo a Civitavecchia, si congiunse alla flotta francese che trasportò l'Armata d'Oriente di Bonaparte in Egitto. A seguito della conclusione rovinosa per la flotta francese e per la campagna militare intera, la ex Brillante venne autoaffondata dai francesi nel porto di Alessandria per impedire l'accesso alle forze anglo-turche che recuperavano terreno. Quando le truppe inglesi entrarono in città, la ex Brillante non era altro che un relitto all'imbocco del porto.

### Esplicative
1. ↑  Per una discussione dettagliata del fatto cfr. Caimmi, pp. 104-105.
2. ↑  Decreti 13 marzo 1783 e 5 aprile 1783[4].
3. ↑  Questi tre Beycati erano reggenze formalmente assoggettate all'Impero ottomano ma i Bey che le governavano godevano di ampia libertà decisionale e operativa[5]
4. ↑  Nel corso degli anni dal 1784 al 1792.
5. ↑  Le bombarde Distruzion e Polonia, gli sciabecchi Annibale, Tritone, Cupido e Nettuno, i brigantini Merope e Giasone, la goletta Cibele, il cutter Enea, la tartana Presa, la galea La Fortuna, e le galeotte Amazzone, Tisiffone, Diana, Aletta, Esploratore, Agile e Azzardo, nonché le famose batterie galleggianti per il bombardamento costiero ideate dallo stesso Emo.
6. ↑  Si veda la Battaglia del Nilo (1798)
7. ↑  Si consideri la battaglia di Alessandria.

### Fonti
1. 1 2 3  Ercole, p. 252.
2. ↑  Cau, p. 165.
3. 1 2 3 4 5  Ibidem
4. 1 2  Caimmi, p. 105.
5. ↑  Cherif, pp. 126-127.
6. ↑  Ivi, pp. 106-108
7. ↑  Ivi, p. 107
8. ↑  Emo, p. 3.
9. ↑  Nani Mocenigo, pp. 358-360.
10. ↑  Ercole, p. 196, 252.
11. ↑  Caimmi, pp. 109-127.
12. ↑  Gazzetta Toscana, n. 22, 1785, p. 8, in Caimmi, p. 115.
13. ↑  Caimmi, p. 110.
14. ↑  Cau, pp. 164-165.
15. ↑  Ercole, p. 252.